# Konzerthaus ve Štětíně
Konzert- und Vereinshaus, Konzerthaus je nezachovaná koncertní budova ve Štětíně, která stála v Malopolské ulici, na sídlišti Staré Město, ve čtvrti Śródmieście. Stavba sousedila s budovou policejního prezidia (tehdejší sídlo gestapa, civilní milice, úřadu bezpečnosti a policie).
Projektantem budovy byl berlínský architekt Franz Schwechten. 2. května 1883 byl položen základní kámen budovy a její stavba byla dokončena 18. října 1884. V přízemí budovy byla exkluzivní vídeňská restaurace a kavárna a v prvním patře dva koncertní sály (větší a menší). Ve druhé části budovy byly místnosti, které byly využívány pro různé druhy výstav umění, vědecké přednášky atd. Během náletů spojenců na Štětín byla budova významně poškozena, ale stěny a téměř nepoškozená fasáda přežily. Měla být rekonstruovaná, ale 5. února 1962 vyhlásil Odbor komunálního a bytového hospodářství předsednictva Národní rady města (polsky Wydział Gospodarki Komunalnej i Mieszkaniowej Prezydium Miejskiej Rady Narodowej) výběrové řízení na demolici budovy a téhož roku byla zbořena.
Založena v roce 1948 Filharmonie Mieczysława Karłowicze ve Štětíně se nacházela v reprezentačním sále radnice ve Štětíně. V roce 2014 byla na místě bývalého Konzerthausu postavena nová koncertní budova, od 5. září 2014 sídlo filharmonie.